# Agosta (lớp tàu ngầm)
Tàu ngầm lớp Agosta là loại tàu ngầm tấn công chạy bằng diesel của Pháp, nó cũng được bán cho Tây Ban Nha và Pakistan. Hải quân Pháp đã xem thiết này là thiết kế có khả năng đi biển tốt nhất của họ. Một phiên bản hiện đại đa được đóng đẻ bán cho Pakistan với tên Agosta 90B hay còn được biết với tên tàu ngầm lớp Khalid, nó được trang bị động cơ đẩy không cần không khí MESMA.